# Baggwil

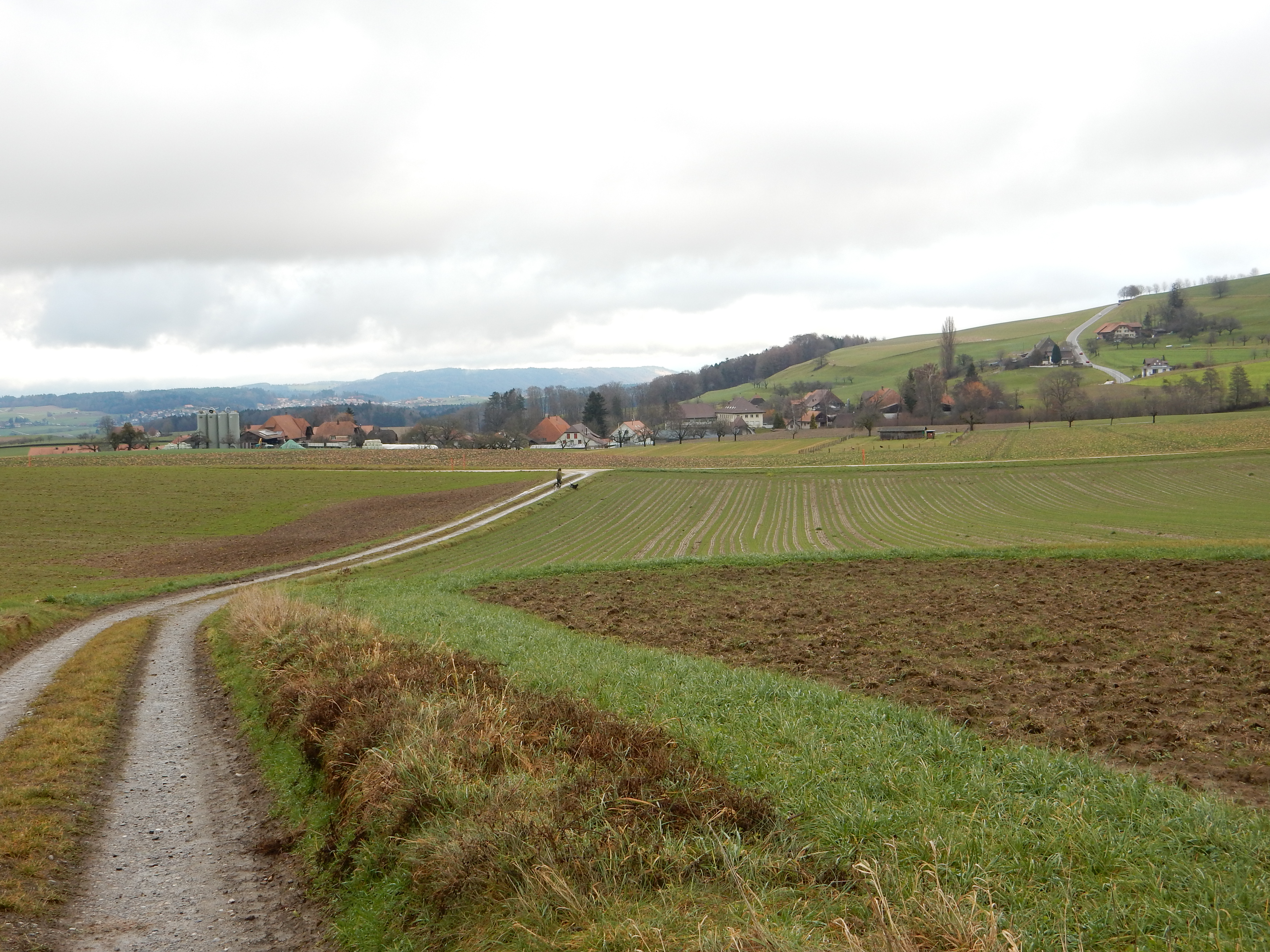
Baggwil von Südwesten

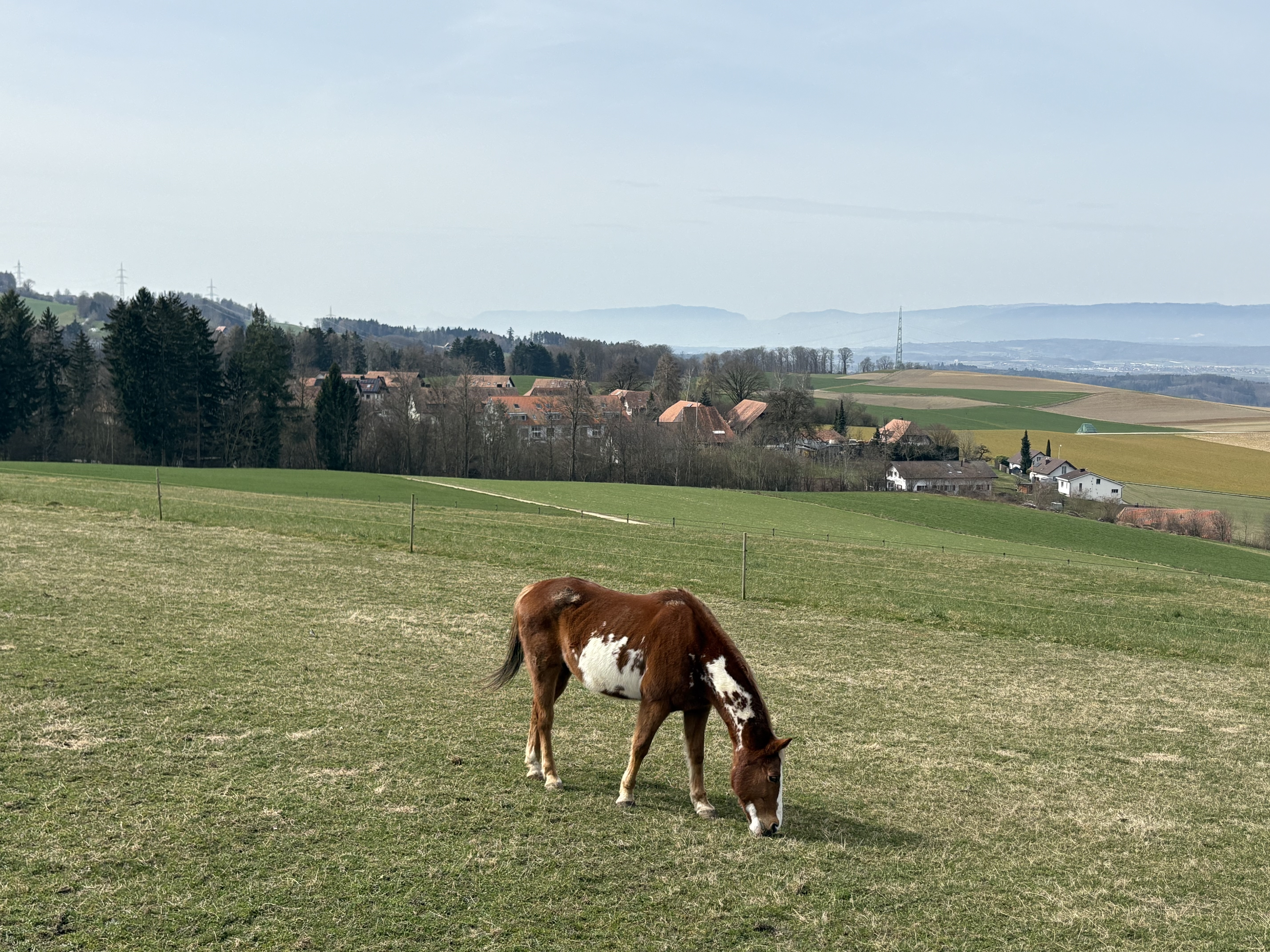
Baggwilgraben

Baggwil ist ein Dorf in der politischen Gemeinde Seedorf im Kanton Bern in der Schweiz.

## Geographie
Baggwil liegt auf 593 m ü. M. zwischen der Stadt Bern und dem bernischen Seeland am Nordhang des Frienisbergs, eines 820 m ü. M. hohen Hügelzugs mit dem Chutzenturm als 360°-Aussichtspunkt. Das Dorf besteht aus den Teilen Baggwil Dorf, Baggwilgraben und Elemoos sowie einigen Einzelhöfen.
Das Dorf liegt 2 km südlich von Seedorf in Richtung Frienisberg an der Hauptstrasse 236 Aarberg–Bern. Im öffentlichen Verkehr wird Baggwil durch die Postautolinie 105 Bern – Lyss bedient.

## Geschichte und Wirtschaft
Die Geschichte Baggwils dürfte eng mit dem 1 km Luftlinie südöstlich entfernten Kloster Frienisberg in Zusammenhang stehen. So wurde das Recht zur Ausübung des Niederen Gerichts in Baggwil, der allgemeinen Entwicklung der Zisterzienserklöster im Hochmittelalter hin zur Rentenwirtschaft folgend, nach 1250 durch das Kloster Frienisberg erworben. Etwas später, 1267, kaufte das Kloster Frienisberg von Graf Rudolf III. von Thierstein neben anderen auch die Ortschaft Baggwil. Schliesslich verkaufte das Kloster gut 100 Jahre später, 1380, Baggwil an die Stadt Bern.
Es ist sehr wahrscheinlich, dass im Mittelalter in Baggwil neben Ackerbau und Viehzucht (primärer Wirtschaftssektor) im Verlauf der Zeit auch eine Getreidemühle (sekundärer Wirtschaftssektor) betrieben wurde. So findet sich eine gesiegelte Urkunde von 1507 über einen Landverkauf des Müllers zu Baggwil an das Kloster Frienisberg. Auch sind Streitigkeiten um die mittelalterlichen Wasserrechte für die Mühle zu Baggwil und der Entscheid des Schiedsgerichtes 1557 beurkundet. Heute existiert noch eine ehemalige Getreidemühle aus dem Jahre 1825.
Über die Geschichte Baggwils oder seiner Bewohner im Mittelalter ist nichts Genaues bekannt. Anfang des 20. Jahrhunderts hatte Baggwil gegen 40 Häuser und über 200 Einwohner. Heute besteht die Wirtschaft Baggwils aus Landwirtschaft und Gewerbe. Eine Getreidemühle ist nicht mehr in Betrieb.
Baggwil besitzt seit der ersten Hälfte des 19. Jahrhunderts eine eigene Schule. Zum Schulkreis Baggwil gehörte auch das Dorf Frienisberg. Heute befindet sich in Baggwil neben der Unterstufe auch die zentrale Oberstufe der Realschule der Gemeinde Seedorf.

## Sehenswürdigkeiten
Im Jahr 2018 war in Baggwil ein Kornkreis zu sehen.
Westlich von Baggwil liegen die Sandsteinhöhlen von Lobsigen.